# Francis Homfray
Francis Homfray (1725-1798) fut l'un des premiers entrepreneurs de la fonte britannique en créant sa propre fonderie en 1782.

## Biographie
Issu d'une famille originaire Yorkshire, il fut d'abord négociant en fonte à Coalbrookdale puis épousa Hannah Popkin, une fille de Coytrahen, dans le comté de Glamorgan. Il prit contact avec Anthony Bacon en septembre 1782 lorsqu'une nouvelle loi interdit à un député de vivre des commandes de l'armée et reprit ses contrats pour la manufacture d'armes, canons et munitions pour la Royal Navy, via la création d'une fonderie à Merthyr Tydfil, au cœur des mines de charbon du Pays de Galles.
Ses fils Jeremiah Homfray (en) et Samuel Homfray arrivèrent avec des ouvriers qualifiés des Midlands, mais après une querelle avec Anthony Bacon, le contrat d'exploitation fut transféré à David Tanner en 1784. Ils créèrent alors la fonderie de Penydarren sur les bords de la rivière Morlais mais durent affronter la concurrence de la fonderie Dowlais iron and co, située sur la même source d'énergie à qui ils durent par ailleurs acheter du charbon, leur site étant moins riche. Après avoir perdu de nombreux procès, ils durent changer de site.
La production galloise d'acier passa de 4 000 tonnes en 1750 à 80 000 en 1815.